# Савинское (Тверская область)
Савинское  — деревня в Торжокском районе Тверской области. Входит в состав Мирновского сельского поселения.

## География
Находится в центральной части Тверской области на расстоянии приблизительно 13 км на юго-восток по прямой от районного центра города Торжок недалеко от левого берега реки Тверца.

## История
Деревня была отмечена еще на карте 1825 года. В 1859 году здесь (деревня Новоторжского уезда Тверской губернии) было учтено 43 двора, в 1941 — 48.

## Население
Численность населения: 262 человека (1859 год), 67 (русские 91 %) в 2002 году, 51 в 2010.